# Boldizsár Bodor
Boldizsár Bodor (ur. 27 kwietnia 1982 w Peczu) – węgierski piłkarz występujący na pozycji obrońcy. Zawodnik NAC Breda.

## Kariera klubowa
Bodor karierę rozpoczynał w klubie Gázszer FC. Na początku 1999 roku trafił do Pécsi Munkás, a w lipcu 1999 roku podpisał kontrakt z belgijskim Germinalem Beerschot. Po przyjściu do tego klubu, został włączony do jego ekipy juniorskiej. Do pierwszej drużyny Germinalu został przesunięty w sezonie 2000/2001. W Eerste klasse zadebiutował 27 stycznia 2001 roku w zremisowanym 1:1 pojedynku ze Standardem Liège. 27 października 2001 roku w wygranym 4:0 pojedynku z Eendrachtem Aalst strzelił pierwszego gola w Eerste klasse. W Germinalu spędził 5 lat.
W lipcu 2004 roku Bodor podpisał kontrakt z holenderską Rodą Kerkrade. W Eredivisie zadebiutował 13 sierpnia 2004 roku w przegranym 2:3 pojedynku z SBV Vitesse. 4 marca 2006 w wygranym 3:1 spotkaniu z Vitesse Arnhem zdobył 2 gole, które były jednocześnie jego pierwszymi w Eredivisie. W 2008 roku dotarł z zespołem do finału Pucharu Holandii, jednak Roda uległa tam 0:2 Feyenoordowi.
W 2011 roku Bodor przeszedł do OFI Kreta. W sezonie 2012/2013 grał w Beerschocie, a latem 2013 przeszedł do NAC Breda.

## Kariera reprezentacyjna
W reprezentacji Węgier Bodor zadebiutował 19 listopada 2003 roku w przegranym 0:1 towarzyskim meczu z Estonią.